# Tubulinea
Die Tubulinea sind eine Gruppe von Amöben innerhalb der Amoebozoa.

## Merkmale
Die Tubulinea sind amöboide Einzeller, die nackt oder mit einer Schale (Testa) versehen sind. Sie bilden röhrenförmige, annähernd zylindrische Pseudopodien; sie können auch ihre Form ändern von flach und ausgestreckt zu zylindrisch. Das Cytoplasma fließt innerhalb der ganzen Zelle oder innerhalb eines Pseudopodiums in nur einem Strang (monoaxial).

## Systematik
Die Tubulinea werden in folgende Gruppen gegliedert:
- Euamoebida
- Leptomyxida
- Arcellinida
  - Arcellina
  - Difflugina
  - Phryganellina
  - Nolandella
  - Echinamoebida mit Vermamoeba

Incertae sedis
- -     - Geamphorella
    - Oopyxis
    - Pseudawerintzewia
    - Pseudonebela